# RAR (파일 포맷)
RAR은 소련의 전 프로그래머인 유진 로샬이 개발한 사유 형식의 압축 파일 포맷이다. 이름은 개발자의 이름인 'Roshal ARchive'의 약자이다. 이후 이 포맷의 압축을 풀기 위한 소프트웨어인 WinRAR도 만들어졌다.

## 같이 보기
- WinRAR
- 압축 소프트웨어의 비교